# 上田哲二
上田 哲二（うえだ てつじ、1954年 - 2012年4月）は、日本の中国文学者。専攻は台湾文学、日本近代詩歌。
大阪市生まれ。大阪府立夕陽丘高等学校卒、立命館大学理工学部電気工学科卒、渡米して米国オレゴン大学文学科卒、米国ワシントン大学修士課程修了。2004年大阪大学大学院言語文化研究科博士課程修了、「台湾現代詩における家郷の位相」で大阪大学博士（言語文化学）。台湾中央研究院中国文哲研究所博士後研究を経て、慈済大学東方語文学系専任教員。

## 著書
- 『台湾モダニズム詩の光芒』三恵社 2007

### 翻訳
- 『台湾現代詩集』林水福,是永駿編 是永駿共訳 国書刊行会 2002
- 『シリーズ台湾現代詩 李魁賢・李敏勇・路寒袖』島由子,島田順子共訳 国書刊行会 2002
- 『シリーズ台湾現代詩 陳義芝・焦桐・許悔之』松浦恆雄, 島田順子共訳 国書刊行会 2004
- 『シリーズ台湾現代詩 楊牧・余光中・鄭愁予・白萩』三木直大,是永駿, 島田順子共訳 国書刊行会 2004
- 『カッコウアザミの歌 楊牧詩集』編訳 思潮社 2006
- 『遥望の歌 張錯詩集』編訳 思潮社 台湾現代詩人シリーズ 2006
- 楊牧『奇莱前書 ある台湾詩人の回想』思潮社 2007
- 『華麗島の辺縁 陳黎詩集』編訳 思潮社 2010
- 鍾文音『短歌行 台湾百年物語』山口守, 三木直大,池上貞子共訳 作品社 2012

## 参考
- 『台湾モダニズム詩の光芒』
- 『短歌行 台湾百年物語』山口守による訳者あとがき